# Musée du Conseil anti-fasciste d'État pour la libération nationale de la Bosnie-Herzégovine
Le musée du Conseil anti-fasciste d'État pour la libération nationale de la Bosnie-Herzégovine (ZAVNOJBiH) est situé en Bosnie-Herzégovine, sur le territoire de la ville de Mrkonjić Grad. Il présente des souvenirs liés au Conseil et est installé dans la maison où ce conseil s'est réuni pour la première fois le 25 novembre 1943 et a ouvert ses portes le 27 novembre 1973. Le bâtiment et les salles de réunion sont inscrits sur la liste des monuments nationaux de Bosnie-Herzégovine.